# И (вагон метро)
И — тип экспериментальных (не пошедших в серийное производство) вагонов Московского метрополитена, разработанных и выпущенных в 1973—1985 годах на Мытищинском машиностроительном заводе в трёх модификациях.

## Предыстория
Первое десятилетие эксплуатации вагонов типа Е показало, что метрополитенам нужны новые виды подвижного состава. Увеличение длины составов, в особенности на Московском метрополитене, всё больше дискредитировало идею производства одинаковых головных и промежуточных вагонов, так как наличие нескольких неиспользуемых кабин машинистов снижало максимальную наполняемость. Кроме того, необходимо было повысить надёжность механической части и электрооборудования нового подвижного состава. В качестве временной, переходной меры было принято решение о проектировании новых модификаций вагонов типа Е, и в то же время начать работы по совершенно новому вагону типа И, серийный выпуск которого намечался на 1970 год. Однако работы по созданию новых вагонов затягивались и лишь в 1973 году началась сборка первого вагона, а марте 1974 года первые три опытных вагона были отправлены с Мытищинского машиностроительного завода (ММЗ) в депо «Сокол» Московского метрополитена для испытаний.

## Испытания
Конструкция вагонов типа И многим отличалась от вагонов предыдущих серий. В ней реализованы новые технические решения, которые повысили надёжность основных узлов. Кузов выполнен из высокопрочного алюминиевого сплава, вследствие чего вагоны были на 3 т легче вагонов типа Е. Однако это поставило перед заводчанами немало проблем, так как сварка алюминиевых конструкций — более сложный процесс, чем сварка стальных конструкций. Новая шестигранная форма кузова позволила увеличить вместимость вагона на 25—30 пассажиров. Максимальная скорость была также увеличена до 100 км/ч против 90 у вагонов типа Е. Была предусмотрена принудительная вентиляция салона, что повысило надёжность воздухоснабжения, особенно при остановке поездов в тоннеле. Была применена тиристорно-импульсная система управления тяговыми электродвигателями и рекуперативное торможение. Центральные стальные рессоры, которыми кузов опирается на раму тележки, были заменены пневматическими с автоматическим регулированием их прогиба в зависимости от нагрузки. Управление поездом намечалось полностью автоматизировать.
На вагоне был применён двигатель типа ДК-117 с последовательным возбуждением. Регулирование напряжения и возбуждения двигателя осуществлялось с помощью тиристорно-импульсного регулятора. Это позволило бы улучшить пуско-тормозные характеристики за счёт поддержания постоянного по величине тока двигателя. Главное преимущество такой системы заключалось в возможности рекуперативного торможения. По данным завода «Динамо», возврат электроэнергии в контактную сеть должен был составить 5—12 % от энергии, затраченной на тягу поездов.
На вагонах типа И установлен статический тиристорный преобразователь для питания цепей управления, подзарядки аккумуляторной батареи и люминесцентного освещения салона. Вагоны приспособлены для работы совместно с системами поездной автоматики. Кабина машиниста имела по сравнению со старыми вагонами улучшенную планировку и оборудована кондиционером.
В первой половине 1977 года состав из вагонов типа И, получивших обозначения 81-715.2 (головные) и 81-716.2 (промежуточные), проходил испытания в Московском метрополитене. Кузов был в два раза легче, чем изготавливаемый серийно, при одинаковых габаритах. Затраты на производство этих кузовов (сборка, сварка, окраска) были в 5 раз меньше по сравнению с затратами на производство вагонов типа Е. Межведомственная комиссия рекомендовала к изготовлению опытно-промышленную партию этих вагонов.
В период с 1987 по 1988 год на Московском метрополитене в депо «Красная Пресня» испытывались 7 опытных вагонов типа И — третий состав, состоявший из вагонов типов 81-715.3 и 81-716.3.
Планировалась эксплуатация их в Днепропетровском метрополитене.
При разработке модели в её перспективы серийного производства закладывалась возможность поставок после завершения испытаний на первые участки Нижегородского, Новосибирского и Самарского метрополитенов, однако учитывая непростой ход испытаний, от этой идеи было решено отказаться в пользу поставок обычных 81-717.5/714.5. По официальной версии, в связи с тем, что по результатам испытаний не удалось доработать систему электропривода с тиристорно-импульсной системой управления, а также в связи с повышением требований заказчика к пожаробезопасности алюминиевых вагонов, опытные работы по вагонам серии И в конце 1980-х годов были прекращены.

## Современное состояние
Все вагоны 81-715.1/716.1 после испытаний были утилизированы. Несколько вагонов 81-715.2/716.2 до 2000х годов находились в электродепо ТЧ-4 «Красная Пресня», после чего они были утилизированы, вместе с вагонами 81-715.3 и 81-716.3, служившими в депо «Красная Пресня» резиденцией Мытищинского машиностроительного завода. Вагон типа 81-715.2 № 10004, который планируется восстановить для музея вагонов Московского метрополитена, до сих пор[когда?]

 стоит в депо «Красная Пресня». Последний вагон типа 81-716.3 № 10011 стоял в депо «Красная Пресня» до утилизации в 2009 году.
На 2024 год имеется информация о сохранившихся половинках вагонов типа И третьей серии 81-715.3/81-716.3.

## Новые разработки на базе вагонов И
Несмотря на неудачу в реализации проекта, полученный опыт был учтён, и разработка продолжилась с использованием стального кузова, по результатам которой в 1991 году появились вагоны типов 81-718/719 на базе вагонов 81-717.5/714.5, а в Москве началась эксплуатация первых поездов новейшего для того времени поколения «Яуза», которая, в свою очередь, породила другие модели — «Русич», «Ока», «Юбилейный», «Москва» и «Москва-2020».